# Ministären Szálasi

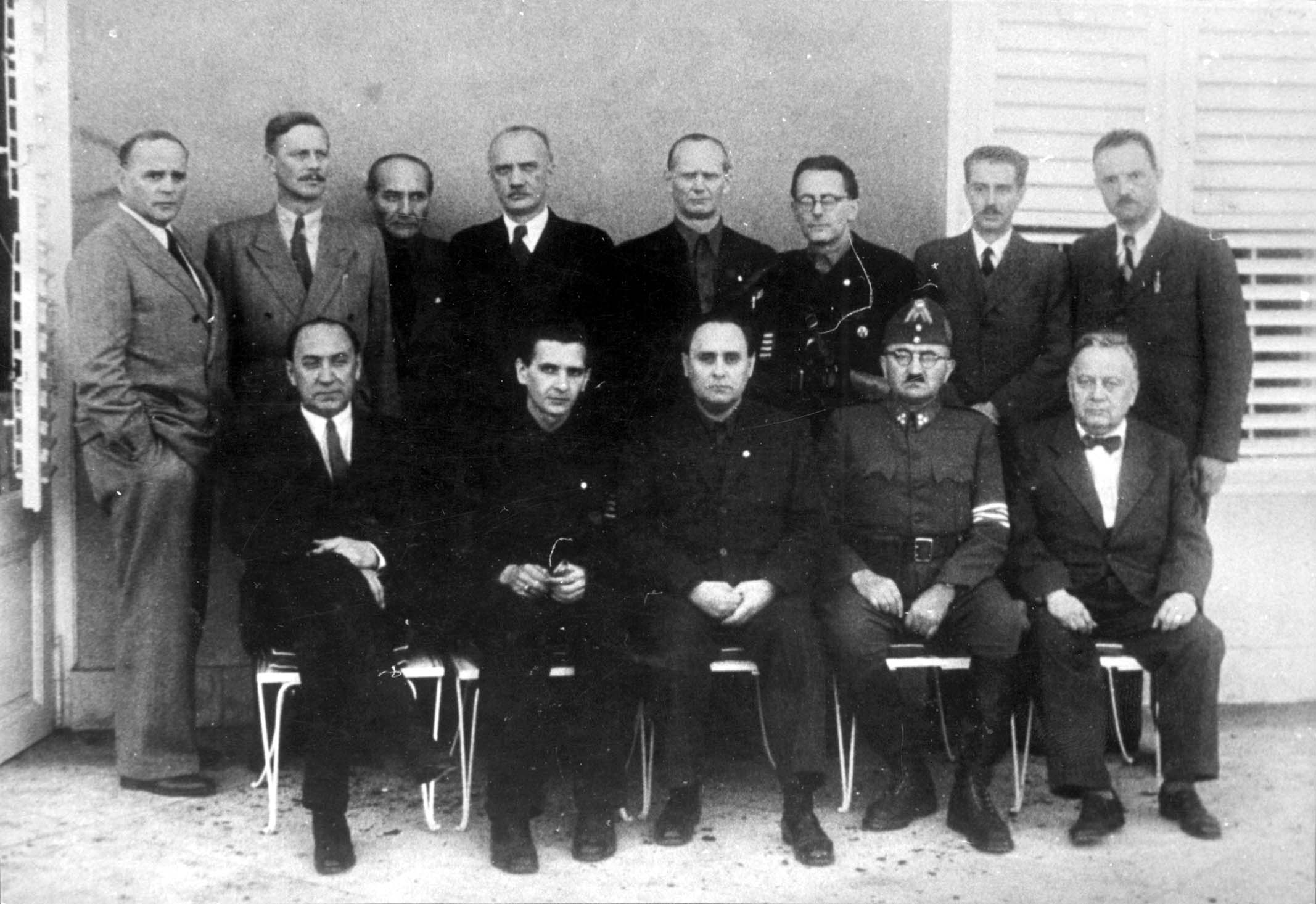
Ministären Szálasi. Främre raden från vänster: Lajos Reményi-Schneller, Gábor Kemény, Ferenc Szálasi, Károly Beregfy och Lajos Szász. Bakre raden från vänster: Ferenc Rajniss, Fidél Pálffy, Gábor Vajna, Béla Jurcsek, Emil Kovarcz, Ferenc Kassai-Schalmayer, Emil Szakváry och Jenő Szöllősi.

Ministären Szálasi var Ungerns regering från den 16 oktober 1944 till den 28 mars 1945. Den leddes av pilkorsledaren Ferenc Szálasi och hade stöd från Nazityskland.

## Ministär
| Post                           | Namn                     | Parti                   |
| ------------------------------ | ------------------------ | ----------------------- |
| Statschef                      | Ferenc Szálasi           | Pilkorsrörelsen         |
| Premiärminister                | Ferenc Szálasi           | Pilkorsrörelsen         |
| Vice premiärminister           | Jenő Szöllősi            | Pilkorsrörelsen         |
| Utrikesminister                | Gábor Kemény             | Pilkorsrörelsen         |
| Inrikesminister                | Gábor Vajna              | Pilkorsrörelsen         |
| Justitieminister               | László Budinszky         | Pilkorsrörelsen         |
| Finansminister                 | Lajos Reményi-Schneller  | inget                   |
| Handels- och transportminister | Lajos Szász              | inget                   |
| Jordbruksminister              | Fidél Pálffy             | Pilkorsrörelsen         |
| Industriminister               | Emil Szakváry            | inget                   |
| Försvarsminister               | Károly Beregfy           | Pilkorsrörelsen         |
| Välfärdsminister               | Béla Jurcsek             | inget                   |
| Utbildningsminister            | Ferenc Rajniss           | Magyar Megújulás Pártja |
| Minister utan portfölj         | Emil Kovarcz             | Pilkorsrörelsen         |
| Minister utan portfölj         | Ferenc Kassai-Schalmayer | Pilkorsrörelsen         |
| Minister utan portfölj         | Vilmos Hellebronth       | inget                   |
| Minister utan portfölj         | Árpád Henney             | Pilkorsrörelsen         |